# Chinesisch-honduranische Beziehungen
Die Chinesisch-honduranischen Beziehungen beziehen sich auf die bilateralen internationalen Beziehungen zwischen der Republik Honduras und der Volksrepublik China.

## Geschichte
Am 14. März 2023 kündigte die honduranische Präsidentin Xiaomara Castro an, dass sie ihren Außenminister angewiesen hat, den Prozess zur Aufnahme offizieller Beziehungen zu China zu beginnen. Während ihres Wahlkampfs bei den Parlamentswahlen in Honduras 2021 hatte Castro die Möglichkeit erwähnt, die Beziehungen zu Taiwan abzubrechen und stattdessen Beziehungen zur Volksrepublik China aufzunehmen. Allerdings hatte sie im Januar 2022 noch den Wunsch geäußert, dass Honduras die Beziehungen zu Taiwan aufrechterhalten sollte.

## Wirtschaftliche Bindungen
Die Exporte von Honduras nach China betrugen laut der Zentralbank von Honduras im Jahr 2020 insgesamt 24,7 Millionen Dollar. Darüber hinaus hat Honduras im März 2023 bekannt gegeben, dass es mit China über den Bau eines Wasserkraftwerks namens Patuca II verhandelt.